# Les Nouvelles Aventures de Vidocq
Vidocq
Les Nouvelles Aventures de Vidocq est une série télévisée française en treize épisodes de 55 minutes, en couleurs, créée par Georges Neveux et Marcel Bluwal, diffusée entre le 5 janvier 1971 et le 10 décembre 1973 sur la première chaîne de l'ORTF.
Bluwal et Neveux avaient déjà réalisé quatre ans auparavant une autre série intitulée Vidocq avec Bernard Noël dans le rôle-titre. La musique du générique est de Jacques Loussier. 
La série fut diffusée pour la première fois dans son intégralité (les 13 épisodes d'affilée) en Suisse romande, du 5 mars au 28 mai 1973, en Belgique, du 13 mars au 5 juin 1973, et au Québec à partir du 8 mars 1975 à la Télévision de Radio-Canada.

## Synopsis
Inspirée des mémoires d'Eugène-François Vidocq, cette série met en scène les aventures de cet ancien bagnard devenu policier au début du XIXe siècle. Dans ces nouvelles aventures, Vidocq se heurte à une ravissante "baronne", redoutable chef de bande. Les affaires confiées à Vidocq ne sont pas seulement des affaires policières, mais également des affaires délicates, des affaires politiques, voire diplomatiques.
La série était ainsi présentée dans l'édition Gallimard (1973) : « S'évader du bagne, se retrouver chef de la Sûreté, accepter des missions policières et politiques de plus en plus importantes, mais se savoir menacé chaque jour d'être remis aux fers en cas d'échec, telle est l'incroyable et pourtant véridique histoire de Vidocq. Ce géant hâbleur et génial […] s'est volontairement enveloppé d'un halo de légendes, ce qui a permis à Georges Neveux d'écrire ses nouvelles aventures et à Marcel Bluwal de les réaliser à la télévision avec beaucoup de succès. […] Si on projetait un jour, et à la file, les vingt-six épisodes [les treize épisodes de Vidocq et les treize épisodes des Nouvelles Aventures de Vidocq] (et la projection complète durerait dix-neuf heures), on s'apercevrait que l'auteur s'est ingénié à suivre la succession des événements et que l'arrière-plan de cet ensemble forme une espèce de fresque exacte et continue de l'histoire française entre 1792 et 1825. »

## Distribution
- Claude Brasseur : François Vidocq
- Danièle Lebrun : la baronne Roxane de Saint-Gély (sauf épisode 4)
- Marc Dudicourt : l'inspecteur Flambart (sauf épisode 8)
- Jacques Seiler : Louis Desfossés
- Pierre Pernet : l'acrobate
- Alain MacMoy : le marquis de Modène
- Walter Buschhoff : le docteur
- Philippe Gaulier : l'aveugle (épisodes 1, 2, 3 et 5)
- Gabriel Gascon : le mendiant (épisodes 7 à 13)
- Roland Bertin : l'alchimiste (épisodes 3, 7, 9 et 13)
- Marcel Cuvelier : Monsieur Henry (épisodes 1, 2, 3 et 5)
- Robert Party : Fouché (épisodes 1, 6, 7, 8 et 9)
- Monique Thierry : Mariette (épisodes 1, 2, 5 et 6)
- Henri Poirier : Savary (épisodes 1, 5 et 8)
- Armand Meffre : le patron d'un cabaret voisin des services de la police, surnommé « l'empereur » (épisodes 2 et 5)
- Roger Riffard : un gardien de prison (épisodes 2 et 7)
- Catherine Bluwal : Arabelle, la fille d'un gardien de prison (épisodes 3 et 8)
- Jean Dalmain : d'Anglet, le préfet de police (épisodes 10 à 13)

### Invités
- Rosine Adour (épisode 1)
- Jacques Alric (épisode 4)
- Loleh Bellon : Pauline Borghèse (épisode 1)
- Robert Berri (épisode 2)
- Marcel Bluwal : le capitaine Lenoir (épisode 4)
- Jean Bouise : le maire de Bargeville (épisode 5)
- Marie-Pierre Casey : la femme enceinte (épisode 5)
- Philippe Castelli : le greffier (épisode 6)
- Gabriel Cattand (épisode 2)
- Marcel Charvey : comte d'Artois (futur Charles X) (épisode 6)
- Gérard Chevalier (épisode 12)
- René Clermont (épisode 10)
- Lise Cornier : Pamela (épisode 10)
- Robert Dalban (épisode 9)
- Robert Darmon (épisode 2)
- Jacques Delmare (épisode 2)
- Pierre Decazes (épisode 1)
- Hubert Deschamps (épisode 10)
- Roger Desmare (épisode 1)
- François Dyrek (épisode 10)
- Yves Elliot (épisode 2)
- Claude Evrard (épisode 3)
- Marc Eyraud : le bourreau (épisode 7)
- Robert Favart (épisode 1)
- André Falcon (épisode 9)
- Jacques François (épisode 11)
- Victor Garrivier (épisode 7)
- Paul Gay (épisode 2)
- Guy Grosso (épisode 11)
- Albert Harivel (épisode 1)
- Henri Labussière (épisode 2)
- Bernard Lajarrige (épisode 4)
- Jacques Lalande (épisode 2)
- Jacques Le Glou (épisode 1)
- Robert Lombard (épisode 1)
- Georges Lycan (épisode 1)
- Hélène Manesse : Sylvia (épisode 4)
- Armand Meffre (épisode 2)
- Raymond Meunier (épisode 4)
- Guy Michel (épisode 1)
- Bernard Musson (épisode 1)
- Jacques Monod : Louis XVIII (épisode 10)
- René Morard (épisode 1)
- Lucien Morisse (épisode 1)
- Antoine Mosin (épisode 2)
- Robert Nogaret (épisode 1)
- Candice Patou (épisode 1)
- Michèle Patre (épisode 2)
- Annette Pavy (épisode 1)
- Fred Personne (épisode 4)
- Patrick Préjean (épisode 7)
- Jacques Provins (épisode 2)
- Lucien Raimbourg : Barbazon (épisode 5)
- Jean-Pierre Rambal (épisode 12)
- Blanche Rayne (épisode 2)
- Roger Riffard : un gardien de prison (épisode 2)
- Jean-Marie Robin (épisode 1)
- Michel Robin : Ploche (épisode 6)
- Jacques Robiolles (épisode 2)
- Franz Rudnick : l'empereur Napoléon Ier et son sosie Julien Chandoiseau (épisode 8)
- Yvon Sarray (épisode 2)
- Georges Staquet (épisode 2)
- Pierre Tornade : le préfet de la Somme (épisode 4)
- Martin Trévières (épisode 2)
- André Valtier (épisode 5)
- Gérard Victor (épisode 1)
- Nono Zammit (épisode 1)
- Dominique Zardi (épisode 11)

## Épisodes

### Première saison (1971)
1. La caisse de fer (5 janvier 1971, scénario original, adaptation et dialogues : Georges Neveux) : Vidocq, pour qui un service vient d'être créé (la Sûreté), doit innocenter Desfossés, son ancien compagnon de chaîne, soupçonné de l'assassinat d'un rentier. Et Vidocq doit récupérer des lettres compromettantes pour Pauline Borghèse (sœur de Napoléon), interceptées par Fouché. Vidocq découvre que le rentier soi-disant assassiné était un agent de Fouché. Et il retrouve ce rentier vivant ! Conclusion : les lettres se trouvent à la place du corps dans le cercueil. Mais Vidocq est capturé par la bande d'une certaine baronne de Saint-Gély qui, elle aussi, veut s'emparer des lettres.
2. Les trois crimes de Vidocq (12 janvier 1971, Georges Neveux) : Vidocq, accusé de l'assassinat de deux étrangers, est incarcéré. Il doit s'évader et retrouver le vrai coupable. Il découvre que les deux étrangers ont fait des versements importants à une œuvre de "bienfaisance". C'est la baronne qui dirige cette bien étrange société. Et c'est elle qui, avec la complicité de deux policiers véreux, rançonne de riches étrangers et utilise un faux Vidocq pour brouiller les pistes. Le vrai Vidocq se fait alors passer pour un riche étranger. Il ne tarde pas à être arrêté et emprisonné. Et il reçoit la visite du pseudo-Vidocq qui lui offre de le libérer moyennant une forte indemnité.
3. Les chevaliers de la nuit (19 janvier 1971, Georges Neveux) : Le coffre-fort de la banque où était déposé le Collier Rose de l'impératrice Joséphine a été éventré, le collier a disparu. Vidocq, arrêté par deux faux policiers et emprisonné à la place du perceur de coffres, doit une fois de plus s'évader. C'est la baronne qui a volé et caché le collier, espérant le vendre aux princes réfugiés à Londres. Mais Vidocq acquiert la conviction que l'agent des Bourbons, qui a voulu s'embarquer pour l'Angleterre, n'a pas encore emporté le collier. Vidocq, lors d'une soirée à la Malmaison où il se fait passer pour un célèbre magicien, tente de faire réapparaître le collier.
4. Les chauffeurs du nord (16 février 1971, Georges Neveux) : Vidocq doit mettre fin aux "exploits" de bandes de brigands qui pillent et terrorisent toute une région. Pour enquêter dans le village le plus menacé, il prend l'allure d'un jeune homme timide, chasseur de papillons. Il ne tarde pas à découvrir que le soi-disant maire du village n'est autre que le capitaine d'une bande de chauffeurs. La nuit, Vidocq neutralise la jolie Sylvia qui était chargée de le surveiller. S'enduisant le visage de suie, il rejoint les chauffeurs qui partent attaquer une ferme. Il sème parmi eux la confusion et la zizanie. Il se fait passer ensuite pour le capitaine Lenoir, le chef d'une bande rivale.
5. Échec à Vidocq (23 février 1971, Georges Neveux) : L'empereur a abdiqué, c'est la panique dans les ministères. Savary confie à Vidocq les dossiers de certains émigrés mais Vidocq est assommé et les dossiers sont dérobés. Parti enquêter en Bretagne, Vidocq découvre qu'un aubergiste assassine des émigrés pour le compte d'une organisation qui récupère ainsi leurs biens. C'est la baronne qui dirige cette organisation. L'inspecteur Flambart est logé chez elle, ce qui la rend insoupçonnable. Rentré à Paris, Vidocq doit démasquer un prétendu comte, en réalité un évadé du bagne qui travaille pour la baronne. Il se fait engager chez lui comme cocher.
6. Les banquiers du crime (2 mars 1971, Georges Neveux) : Napoléon a quitté l'île d'Elbe. On ne sait qui va diriger la France : le roi ou l'empereur ? On veut se débarrasser de Vidocq qui a aidé Fouché à s'enfuir. On l'envoie enquêter à Toulon où les bagnards s'entretuent. Vidocq découvre que des bagnards ont confié "leur" argent - l'argent qu'ils ont volé - aux "compagnons du trésor", une société secrète que dirige la baronne. Les forçats qui, à leur sortie du bagne, viennent réclamer leur dû, sont envoyés au fond de l'eau. Vidocq trouve la cachette du "trésor" dans un cimetière mais il est arrêté. Pour s'évader, il se déguise en président de tribunal.

### Deuxième saison (1973)
1. (7) La bande à Vidocq (29 octobre 1973, Georges Neveux) : Pendant les Cent-Jours, de faux billets de banque circulent. Un prétendu faussaire est arrêté et condamné à mort en dépit du témoignage de Vidocq. Et il refuse de s'évader. Vidocq parvient à retarder l'exécution - en faisant "enlever" la guillotine (!) - et s'allie à la pègre parisienne pour retrouver les véritables faussaires. Ce sont les royalistes qui ont remplacé la planche à billets de la Banque de France par une fausse. Vidocq part en Vendée pour récupérer la vraie planche, accompagné de la baronne. Celle-ci a été chargée par Fouché d'introduire Vidocq dans le camp chouan. Mais Vidocq se méfie d'elle : ne va-t-elle pas encore une fois le trahir ?
2. (8) Les assassins de l'empereur (5 novembre 1973, scén. original : Georges Neveux, adapt. et dial. : François Boyer) : Vidocq et la baronne filent le parfait amour, mais la baronne disparaît soudain. Vidocq est chargé par Fouché de veiller à la protection de Napoléon, contre qui un attentat se trame. Vidocq part vers le nord, là où Napoléon va livrer la bataille décisive. Vidocq est accompagné d'un sosie de l'empereur, champion du lancer de poignard, censé détourner l'attention des assassins. Ce sosie, soi-disant victime d'une tentative d'empoisonnement puis enlevé, se révèle être le conjuré désigné pour assassiner Napoléon. Vidocq sauve la vie de l'empereur puis retourne à Paris pour découvrir l'identité du chef de la conjuration.
3. (9) Les bijoux du roi (12 novembre 1973, scén. original : Georges Neveux, adapt. et dial. : Pierre Nivollet) : L'empereur a abdiqué. Fouché, bien décidé à rester ministre, charge Vidocq de ramener à Paris les bijoux du roi. Vidocq part pour la Belgique. Refoulé, menacé de mort, poursuivi, il se réfugie chez la baronne mais elle l'éloigne et essaie une fois de plus de le tuer. Il n'a d'autre ressource que de voler lui-même les joyaux en détournant le fourgon qui les transporte de Gand à Paris. Mais le coffre ne contient que de vulgaires cailloux. C'est la baronne, à qui le roi avait confié la vente des bijoux, qui les a gardés pour elle. Vidocq veut retrouver les bijoux pour les restituer au roi. Mais il est arrêté à Anvers et il va être passé par les armes.
4. (10) Vidocq et l'archange (19 novembre 1973, scén. original, adapt. et dial. : Georges Neveux) : Decazes a remplacé Fouché comme ministre de la police. Vidocq, qui n'est plus chef de la Sûreté, est averti qu'un complot se trame contre le roi : des ultras veulent remplacer Louis XVIII par son frère Charles. Le chef de la conjuration n'est autre que la baronne. Pour arriver à ses fins, elle compte se servir d'un guérisseur à qui un archange apparaît la nuit - un archange qui ressemble fort à… la baronne (!) -. Vidocq, capturé et retenu prisonnier par la baronne, s'échappe et veut tenter d'empêcher l'attentat qui se prépare contre le roi. Mais il tombe entre les mains de l'occupant autrichien qui menace de le fusiller.
5. (11) Les deux colonels (26 novembre 1973, scén. original : Georges Neveux, adapt. et dial. : Pierre Nivollet) : Un ancien forçat est assassiné parce qu'il a reconnu, en la personne d'un colonel de l'armée, un bagnard évadé. Vidocq s'infiltre dans l'organisation de ce colonel. Il a affaire à des cambrioleurs mais aussi à des espions : les marchandises volées à Paris sont écoulées à Londres et inversement… mais, le plus souvent, ce sont des papiers confidentiels qui sont volés. Un secrétaire d'ambassade veut interdire à Vidocq de s'occuper de l'affaire. C'est lui le chef du réseau. Quant au soi-disant colonel, on lui a substitué, au bagne de Toulon, le vrai colonel devenu fou. Vidocq va tenter d'opérer la substitution inverse.
6. (12) L'épingle noire (3 décembre 1973, scén. original : Georges Neveux, adapt. et dial. : Pierre Nivollet) : Un an après la mort de Napoléon, Vidocq doit faire cesser les duels trop fréquents entre royalistes et bonapartistes. Un chef bonapartiste local venu à Paris apporter de l'argent à ses dirigeants est provoqué et tué dans un duel truqué. Déguisé en homme d'affaires susceptible de financer la cause bonapartiste, Vidocq s'infiltre dans ce réseau qui prépare le retour en France de Napoléon II. Les opposants ignorent qu'en adhérant à ce mouvement, ils se dénoncent eux-mêmes : la baronne, qui dirige un service secret de police politique, n'a plus qu'à les faire arrêter. Vidocq veut les sauver. Mais il est à son tour provoqué en duel.
7. (13) Vidocq et compagnie (10 décembre 1973, scén. original : Georges Neveux, adapt. et dial. : Pierre Nivollet) : Le préfet de police, obéissant à la Confrérie des Vigilants, une société secrète dont la baronne fait partie, congédie Vidocq. Celui-ci, avec ses hommes, fonde une papeterie. Ils sont en butte à l'hostilité des gens des environs. Le notaire chargé de la succession d'un riche banquier, est tué par un colis piégé. Le cadavre d'un des clercs du notaire, vitriolé, est trouvé près de la papeterie. Vidocq, soupçonné, découvre que les cadavres sont en réalité ceux de mendiants, volés à la morgue. Le notaire et ses deux clercs, bien vivants, ne sont autres que les grands maîtres de la Confrérie à qui le banquier assassiné a légué sa fortune.

## DVD
Notons que la série était d'abord sortie en 2 coffrets de 3 cassettes VHS.
Un coffret de 4 DVD (durée : 720 minutes), édité par l'INA, est paru le 5 novembre 2013.